# Maria Lund
Maria Lund, född 9 maj 1983 i München, är en finländsk sångerska.
Lund, som är dotter till Tamara Lund och den rumänskfödde operasångaren Alexandru Ioniță (1948–2010), gjorde sig i början av 2000-talet ett namn inom finländsk populärmusik och jazz. Hon har samarbetat med bland andra Heikki Sarmanto. Hon prisbelönades av Kullervo Linna-stiftelsen 2010.